# Nel punto
Nel punto è un termine utilizzato in araldica come voce adoperata nelle blasonature quando si vuol precisare dove si piazza una figura.
- A = Cuore
- B = Capo
- C = Punta
- D = Fianco destro
- E = Fianco sinistro

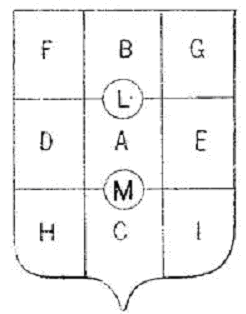

- F = Angolo o cantone destro del capo
- G = Angolo o cantone sinistro del capo
- H = Angolo o cantone destro della punta
- I = Angolo o cantone sinistro della punta
- L = Posto d'onore
- M = Ombilico